# Ucrania en los Juegos Olímpicos de Vancouver 2010
Ucrania estuvo representada en los Juegos Olímpicos de Vancouver 2010 por un total de 45 deportistas que compitieron en 9 deportes.  
La portadora de la bandera en la ceremonia de apertura fue la deportista de luge Liliya Ludan. El equipo olímpico ucraniano no obtuvo ninguna medalla en estos Juegos.